# TenDRA Compiler
TenDRA Compiler (TenDRA) — свободный C/C++ компилятор распространяющийся в соответствии с BSD лицензией для POSIX совместимых операционных систем.

## Обзор
TenDRA был разработан в Агентстве Оценок и Исследований в области Обороны (Defence Evaluation and Research Agency) в Великобритании.
В начале 2002 года активная разработка TenDRA была продолжена Jeroen Ruigrok van der Werven, и проект распространялся как свободный с лицензией BSD через сайт tendra.org. В третьем квартале 2002 года к проекту присоединилось ещё несколько разработчиков.

## Разделение
В августе 2003 года TenDRA разделился на 2 проекта, TenDRA.org и Ten15.org
Цели TenDRA.org:
- Непрерывно производить правильный/корректный код
- Гарантировать правильность кода через различные средства
- Непрерывно улучшать производительность компилятора и получающегося кода, если это не противоречит пунктам выше

Цели Ten15.org:
- Непрерывно производить правильный/корректный код
- Непрерывно улучшать производительность компилятора и получающегося кода, если это не противоречит пункту выше
- Подстраивать инструменты под программиста, а не наоборот.
- Быть дружественным конкурентом по отношению к GCC, чтобы получить лучший в своём роде компилятор

Оба компилятора хорошо соответствуют стандартам и производят меньший размер кода на некоторых проектах чем на тех же самых проектах, разрабатываемых на GCC. Поддержка C++ не столь же хорошо проработана как поддержка Си. TenDRA использует Дистрибутивный Формат Нейтральный к Архитектуре (Architecture Neutral Distribution Format (англ.)), спецификация, созданная Open Group как Промежуточный язык.
Энтузиастами была проведена работа по подготовке порта ядра FreeBSD для этого компилятора.